# 梁見後
梁見後（英語：Charles Liang，1958年—），美籍台裔企業家，是資訊科技公司美超微電腦的共同創辦人、董事長暨執行長。

## 生平

### 早年生活與教育
梁見後出生於台灣嘉義縣竹崎鄉，自幼對科技充滿興趣。他畢業於台北科技大學的前身——台北工專電機工程科，以及台灣科技大學的前身——台灣工業技術學院電機工程系，後來赴美深造，並在德州大學阿靈頓分校獲得電機工程碩士學位。

### 職業生涯
在創立美超微之前，梁見後在多家高科技公司工作，包括C&T和Suntek資訊國際集團，擔任高級設計工程師和專案負責人等職位。1993年，梁見後與其妻劉秋珠（Sara Chiu-Chu Liu）共同創立了美超微，自公司成立以來，他一直擔任總裁、CEO和董事長，致力於伺服器系統架構和技術的開發。

## 個人生活
梁見後是家中長子，上有1個姊姊，下有3個弟弟和2個妹妹，其中二弟梁見發是大訊集團董事長，三弟梁見達是肯微科技董事長，小弟梁見國是浩然科技董事長。梁見後與妻子劉秋珠（Sara Liu）育有五個孩子。。